# Будапештський гамбіт
Будапештський гамбіт — дебют, що починається ходами 1. d2-d4 Kg8-f6 2. c2-c4 e7-e5. Належить до закритих дебютів.
В цьому гамбіті жертвуючи пішака, чорні намагаються заволодіти ініціативою. Білі, як правило, не намагаються втримати матеріальну перевагу. Повертаючи пішака, вони досягають позиційної переваги у центрі.

## Історія
Цей гамбіт вперше трапився в партії Мор Адлер — Ґеза Мароці 1896 року в Будапешті. Згодом його детально досліджували угорські майстри І. Абоньї, Ж. Барас і Д. Бреєр. Спочатку був досить успішним, проте 2 перемоги Олександра Алехіна 1925 року надовго зіпсували репутацію дебюту. Останнім часом Будапештський гамбіт вважають тією чи іншою мірою достатньо коректним способом гри за чорних, проте досить ризикованим. В іграх гросмейстерів на найвищому рівні трапляється рідко.

## Варіанти
- 3. d4:e5 — основне продовження.
  - 3…Kf6-g4
    - 4. Cc1-f4
      - 4…g7-g5
      - 4…Cf8-b4+ — головна лінія, що обіцяє білим невелику, але стійку перевагу після 5.Kbd 2
      - 4…Kb8-c6 5. Kg1-f3

    - 4. e2-e4 Kg4:e5 5. f2-f4 — продовження, що застосовував О. Алехін.
    - 4. Kg1-f3

  - 3…Kf6-e4?! — гамбіт Фаяровича; веде до переваги білих.
    - 4. Kb1-d2
    - 4. Kg1-f3 Kb8-c6
      - 5. a2-a3!
      - 5. Kb1-d2
- 3. e2-e3
- 3. g2-g3

Партія Ласло — Альфельді, Будапешт, 1933 р.
1.d2 — d4  Kg8 — f6
2. c2-c4 e7-e5
3. d4:e5 Kf6-g4
4. Фd1-d4 Ризиковане продовження. Білі намагаються  утримати гамбітного  пішака, але занадто дорогою ціною.
Правильно 4. е4 чи 4. Сf4.
4… d7-d6!
5. е5: d6  Cf8: d6
6. Kg1-f3 Якщо 6. Ф: g7? Програвало  після 6 … Се5 7. Фg5 Ф: g5 8. С: g5 С: b2.
6…0-0 7. h2-h3? Лише послаблює  позицію. Слід грати було 7. КсЗ.
7… Кb8-с6
8. Фd4-е4 Не можна 8. Фd1?  через удар 8… Кf2!, якщо 9. Кр: f2, то 9… Сg3+. виграючи ферзя.
8…  Tf8—е8
9. Фе4—с2   Кc6—Ь4
10. Фс2–c3
|   | a | b | c | d | e | f | g | h |   |
| 8 | a8 чорна тура · c8 чорний слон · d8 чорний ферзь · e8 чорна тура · g8 чорний король · a7 чорний пішак · b7 чорний пішак · c7 чорний пішак · f7 чорний пішак · g7 чорний пішак · h7 чорний пішак · d6 чорний слон · b4 чорний кінь · c4 білий пішак · g4 чорний кінь · c3 білий ферзь · f3 білий кінь · h3 білий пішак · a2 білий пішак · b2 білий пішак · e2 білий пішак · f2 білий пішак · g2 білий пішак · a1 біла тура · b1 білий кінь · c1 білий слон · e1 білий король · f1 білий слон · h1 біла тура | a8 чорна тура · c8 чорний слон · d8 чорний ферзь · e8 чорна тура · g8 чорний король · a7 чорний пішак · b7 чорний пішак · c7 чорний пішак · f7 чорний пішак · g7 чорний пішак · h7 чорний пішак · d6 чорний слон · b4 чорний кінь · c4 білий пішак · g4 чорний кінь · c3 білий ферзь · f3 білий кінь · h3 білий пішак · a2 білий пішак · b2 білий пішак · e2 білий пішак · f2 білий пішак · g2 білий пішак · a1 біла тура · b1 білий кінь · c1 білий слон · e1 білий король · f1 білий слон · h1 біла тура | a8 чорна тура · c8 чорний слон · d8 чорний ферзь · e8 чорна тура · g8 чорний король · a7 чорний пішак · b7 чорний пішак · c7 чорний пішак · f7 чорний пішак · g7 чорний пішак · h7 чорний пішак · d6 чорний слон · b4 чорний кінь · c4 білий пішак · g4 чорний кінь · c3 білий ферзь · f3 білий кінь · h3 білий пішак · a2 білий пішак · b2 білий пішак · e2 білий пішак · f2 білий пішак · g2 білий пішак · a1 біла тура · b1 білий кінь · c1 білий слон · e1 білий король · f1 білий слон · h1 біла тура | a8 чорна тура · c8 чорний слон · d8 чорний ферзь · e8 чорна тура · g8 чорний король · a7 чорний пішак · b7 чорний пішак · c7 чорний пішак · f7 чорний пішак · g7 чорний пішак · h7 чорний пішак · d6 чорний слон · b4 чорний кінь · c4 білий пішак · g4 чорний кінь · c3 білий ферзь · f3 білий кінь · h3 білий пішак · a2 білий пішак · b2 білий пішак · e2 білий пішак · f2 білий пішак · g2 білий пішак · a1 біла тура · b1 білий кінь · c1 білий слон · e1 білий король · f1 білий слон · h1 біла тура | a8 чорна тура · c8 чорний слон · d8 чорний ферзь · e8 чорна тура · g8 чорний король · a7 чорний пішак · b7 чорний пішак · c7 чорний пішак · f7 чорний пішак · g7 чорний пішак · h7 чорний пішак · d6 чорний слон · b4 чорний кінь · c4 білий пішак · g4 чорний кінь · c3 білий ферзь · f3 білий кінь · h3 білий пішак · a2 білий пішак · b2 білий пішак · e2 білий пішак · f2 білий пішак · g2 білий пішак · a1 біла тура · b1 білий кінь · c1 білий слон · e1 білий король · f1 білий слон · h1 біла тура | a8 чорна тура · c8 чорний слон · d8 чорний ферзь · e8 чорна тура · g8 чорний король · a7 чорний пішак · b7 чорний пішак · c7 чорний пішак · f7 чорний пішак · g7 чорний пішак · h7 чорний пішак · d6 чорний слон · b4 чорний кінь · c4 білий пішак · g4 чорний кінь · c3 білий ферзь · f3 білий кінь · h3 білий пішак · a2 білий пішак · b2 білий пішак · e2 білий пішак · f2 білий пішак · g2 білий пішак · a1 біла тура · b1 білий кінь · c1 білий слон · e1 білий король · f1 білий слон · h1 біла тура | a8 чорна тура · c8 чорний слон · d8 чорний ферзь · e8 чорна тура · g8 чорний король · a7 чорний пішак · b7 чорний пішак · c7 чорний пішак · f7 чорний пішак · g7 чорний пішак · h7 чорний пішак · d6 чорний слон · b4 чорний кінь · c4 білий пішак · g4 чорний кінь · c3 білий ферзь · f3 білий кінь · h3 білий пішак · a2 білий пішак · b2 білий пішак · e2 білий пішак · f2 білий пішак · g2 білий пішак · a1 біла тура · b1 білий кінь · c1 білий слон · e1 білий король · f1 білий слон · h1 біла тура | a8 чорна тура · c8 чорний слон · d8 чорний ферзь · e8 чорна тура · g8 чорний король · a7 чорний пішак · b7 чорний пішак · c7 чорний пішак · f7 чорний пішак · g7 чорний пішак · h7 чорний пішак · d6 чорний слон · b4 чорний кінь · c4 білий пішак · g4 чорний кінь · c3 білий ферзь · f3 білий кінь · h3 білий пішак · a2 білий пішак · b2 білий пішак · e2 білий пішак · f2 білий пішак · g2 білий пішак · a1 біла тура · b1 білий кінь · c1 білий слон · e1 білий король · f1 білий слон · h1 біла тура | 8 |
| 7 | a8 чорна тура · c8 чорний слон · d8 чорний ферзь · e8 чорна тура · g8 чорний король · a7 чорний пішак · b7 чорний пішак · c7 чорний пішак · f7 чорний пішак · g7 чорний пішак · h7 чорний пішак · d6 чорний слон · b4 чорний кінь · c4 білий пішак · g4 чорний кінь · c3 білий ферзь · f3 білий кінь · h3 білий пішак · a2 білий пішак · b2 білий пішак · e2 білий пішак · f2 білий пішак · g2 білий пішак · a1 біла тура · b1 білий кінь · c1 білий слон · e1 білий король · f1 білий слон · h1 біла тура | a8 чорна тура · c8 чорний слон · d8 чорний ферзь · e8 чорна тура · g8 чорний король · a7 чорний пішак · b7 чорний пішак · c7 чорний пішак · f7 чорний пішак · g7 чорний пішак · h7 чорний пішак · d6 чорний слон · b4 чорний кінь · c4 білий пішак · g4 чорний кінь · c3 білий ферзь · f3 білий кінь · h3 білий пішак · a2 білий пішак · b2 білий пішак · e2 білий пішак · f2 білий пішак · g2 білий пішак · a1 біла тура · b1 білий кінь · c1 білий слон · e1 білий король · f1 білий слон · h1 біла тура | a8 чорна тура · c8 чорний слон · d8 чорний ферзь · e8 чорна тура · g8 чорний король · a7 чорний пішак · b7 чорний пішак · c7 чорний пішак · f7 чорний пішак · g7 чорний пішак · h7 чорний пішак · d6 чорний слон · b4 чорний кінь · c4 білий пішак · g4 чорний кінь · c3 білий ферзь · f3 білий кінь · h3 білий пішак · a2 білий пішак · b2 білий пішак · e2 білий пішак · f2 білий пішак · g2 білий пішак · a1 біла тура · b1 білий кінь · c1 білий слон · e1 білий король · f1 білий слон · h1 біла тура | a8 чорна тура · c8 чорний слон · d8 чорний ферзь · e8 чорна тура · g8 чорний король · a7 чорний пішак · b7 чорний пішак · c7 чорний пішак · f7 чорний пішак · g7 чорний пішак · h7 чорний пішак · d6 чорний слон · b4 чорний кінь · c4 білий пішак · g4 чорний кінь · c3 білий ферзь · f3 білий кінь · h3 білий пішак · a2 білий пішак · b2 білий пішак · e2 білий пішак · f2 білий пішак · g2 білий пішак · a1 біла тура · b1 білий кінь · c1 білий слон · e1 білий король · f1 білий слон · h1 біла тура | a8 чорна тура · c8 чорний слон · d8 чорний ферзь · e8 чорна тура · g8 чорний король · a7 чорний пішак · b7 чорний пішак · c7 чорний пішак · f7 чорний пішак · g7 чорний пішак · h7 чорний пішак · d6 чорний слон · b4 чорний кінь · c4 білий пішак · g4 чорний кінь · c3 білий ферзь · f3 білий кінь · h3 білий пішак · a2 білий пішак · b2 білий пішак · e2 білий пішак · f2 білий пішак · g2 білий пішак · a1 біла тура · b1 білий кінь · c1 білий слон · e1 білий король · f1 білий слон · h1 біла тура | a8 чорна тура · c8 чорний слон · d8 чорний ферзь · e8 чорна тура · g8 чорний король · a7 чорний пішак · b7 чорний пішак · c7 чорний пішак · f7 чорний пішак · g7 чорний пішак · h7 чорний пішак · d6 чорний слон · b4 чорний кінь · c4 білий пішак · g4 чорний кінь · c3 білий ферзь · f3 білий кінь · h3 білий пішак · a2 білий пішак · b2 білий пішак · e2 білий пішак · f2 білий пішак · g2 білий пішак · a1 біла тура · b1 білий кінь · c1 білий слон · e1 білий король · f1 білий слон · h1 біла тура | a8 чорна тура · c8 чорний слон · d8 чорний ферзь · e8 чорна тура · g8 чорний король · a7 чорний пішак · b7 чорний пішак · c7 чорний пішак · f7 чорний пішак · g7 чорний пішак · h7 чорний пішак · d6 чорний слон · b4 чорний кінь · c4 білий пішак · g4 чорний кінь · c3 білий ферзь · f3 білий кінь · h3 білий пішак · a2 білий пішак · b2 білий пішак · e2 білий пішак · f2 білий пішак · g2 білий пішак · a1 біла тура · b1 білий кінь · c1 білий слон · e1 білий король · f1 білий слон · h1 біла тура | a8 чорна тура · c8 чорний слон · d8 чорний ферзь · e8 чорна тура · g8 чорний король · a7 чорний пішак · b7 чорний пішак · c7 чорний пішак · f7 чорний пішак · g7 чорний пішак · h7 чорний пішак · d6 чорний слон · b4 чорний кінь · c4 білий пішак · g4 чорний кінь · c3 білий ферзь · f3 білий кінь · h3 білий пішак · a2 білий пішак · b2 білий пішак · e2 білий пішак · f2 білий пішак · g2 білий пішак · a1 біла тура · b1 білий кінь · c1 білий слон · e1 білий король · f1 білий слон · h1 біла тура | 7 |
| 6 | a8 чорна тура · c8 чорний слон · d8 чорний ферзь · e8 чорна тура · g8 чорний король · a7 чорний пішак · b7 чорний пішак · c7 чорний пішак · f7 чорний пішак · g7 чорний пішак · h7 чорний пішак · d6 чорний слон · b4 чорний кінь · c4 білий пішак · g4 чорний кінь · c3 білий ферзь · f3 білий кінь · h3 білий пішак · a2 білий пішак · b2 білий пішак · e2 білий пішак · f2 білий пішак · g2 білий пішак · a1 біла тура · b1 білий кінь · c1 білий слон · e1 білий король · f1 білий слон · h1 біла тура | a8 чорна тура · c8 чорний слон · d8 чорний ферзь · e8 чорна тура · g8 чорний король · a7 чорний пішак · b7 чорний пішак · c7 чорний пішак · f7 чорний пішак · g7 чорний пішак · h7 чорний пішак · d6 чорний слон · b4 чорний кінь · c4 білий пішак · g4 чорний кінь · c3 білий ферзь · f3 білий кінь · h3 білий пішак · a2 білий пішак · b2 білий пішак · e2 білий пішак · f2 білий пішак · g2 білий пішак · a1 біла тура · b1 білий кінь · c1 білий слон · e1 білий король · f1 білий слон · h1 біла тура | a8 чорна тура · c8 чорний слон · d8 чорний ферзь · e8 чорна тура · g8 чорний король · a7 чорний пішак · b7 чорний пішак · c7 чорний пішак · f7 чорний пішак · g7 чорний пішак · h7 чорний пішак · d6 чорний слон · b4 чорний кінь · c4 білий пішак · g4 чорний кінь · c3 білий ферзь · f3 білий кінь · h3 білий пішак · a2 білий пішак · b2 білий пішак · e2 білий пішак · f2 білий пішак · g2 білий пішак · a1 біла тура · b1 білий кінь · c1 білий слон · e1 білий король · f1 білий слон · h1 біла тура | a8 чорна тура · c8 чорний слон · d8 чорний ферзь · e8 чорна тура · g8 чорний король · a7 чорний пішак · b7 чорний пішак · c7 чорний пішак · f7 чорний пішак · g7 чорний пішак · h7 чорний пішак · d6 чорний слон · b4 чорний кінь · c4 білий пішак · g4 чорний кінь · c3 білий ферзь · f3 білий кінь · h3 білий пішак · a2 білий пішак · b2 білий пішак · e2 білий пішак · f2 білий пішак · g2 білий пішак · a1 біла тура · b1 білий кінь · c1 білий слон · e1 білий король · f1 білий слон · h1 біла тура | a8 чорна тура · c8 чорний слон · d8 чорний ферзь · e8 чорна тура · g8 чорний король · a7 чорний пішак · b7 чорний пішак · c7 чорний пішак · f7 чорний пішак · g7 чорний пішак · h7 чорний пішак · d6 чорний слон · b4 чорний кінь · c4 білий пішак · g4 чорний кінь · c3 білий ферзь · f3 білий кінь · h3 білий пішак · a2 білий пішак · b2 білий пішак · e2 білий пішак · f2 білий пішак · g2 білий пішак · a1 біла тура · b1 білий кінь · c1 білий слон · e1 білий король · f1 білий слон · h1 біла тура | a8 чорна тура · c8 чорний слон · d8 чорний ферзь · e8 чорна тура · g8 чорний король · a7 чорний пішак · b7 чорний пішак · c7 чорний пішак · f7 чорний пішак · g7 чорний пішак · h7 чорний пішак · d6 чорний слон · b4 чорний кінь · c4 білий пішак · g4 чорний кінь · c3 білий ферзь · f3 білий кінь · h3 білий пішак · a2 білий пішак · b2 білий пішак · e2 білий пішак · f2 білий пішак · g2 білий пішак · a1 біла тура · b1 білий кінь · c1 білий слон · e1 білий король · f1 білий слон · h1 біла тура | a8 чорна тура · c8 чорний слон · d8 чорний ферзь · e8 чорна тура · g8 чорний король · a7 чорний пішак · b7 чорний пішак · c7 чорний пішак · f7 чорний пішак · g7 чорний пішак · h7 чорний пішак · d6 чорний слон · b4 чорний кінь · c4 білий пішак · g4 чорний кінь · c3 білий ферзь · f3 білий кінь · h3 білий пішак · a2 білий пішак · b2 білий пішак · e2 білий пішак · f2 білий пішак · g2 білий пішак · a1 біла тура · b1 білий кінь · c1 білий слон · e1 білий король · f1 білий слон · h1 біла тура | a8 чорна тура · c8 чорний слон · d8 чорний ферзь · e8 чорна тура · g8 чорний король · a7 чорний пішак · b7 чорний пішак · c7 чорний пішак · f7 чорний пішак · g7 чорний пішак · h7 чорний пішак · d6 чорний слон · b4 чорний кінь · c4 білий пішак · g4 чорний кінь · c3 білий ферзь · f3 білий кінь · h3 білий пішак · a2 білий пішак · b2 білий пішак · e2 білий пішак · f2 білий пішак · g2 білий пішак · a1 біла тура · b1 білий кінь · c1 білий слон · e1 білий король · f1 білий слон · h1 біла тура | 6 |
| 5 | a8 чорна тура · c8 чорний слон · d8 чорний ферзь · e8 чорна тура · g8 чорний король · a7 чорний пішак · b7 чорний пішак · c7 чорний пішак · f7 чорний пішак · g7 чорний пішак · h7 чорний пішак · d6 чорний слон · b4 чорний кінь · c4 білий пішак · g4 чорний кінь · c3 білий ферзь · f3 білий кінь · h3 білий пішак · a2 білий пішак · b2 білий пішак · e2 білий пішак · f2 білий пішак · g2 білий пішак · a1 біла тура · b1 білий кінь · c1 білий слон · e1 білий король · f1 білий слон · h1 біла тура | a8 чорна тура · c8 чорний слон · d8 чорний ферзь · e8 чорна тура · g8 чорний король · a7 чорний пішак · b7 чорний пішак · c7 чорний пішак · f7 чорний пішак · g7 чорний пішак · h7 чорний пішак · d6 чорний слон · b4 чорний кінь · c4 білий пішак · g4 чорний кінь · c3 білий ферзь · f3 білий кінь · h3 білий пішак · a2 білий пішак · b2 білий пішак · e2 білий пішак · f2 білий пішак · g2 білий пішак · a1 біла тура · b1 білий кінь · c1 білий слон · e1 білий король · f1 білий слон · h1 біла тура | a8 чорна тура · c8 чорний слон · d8 чорний ферзь · e8 чорна тура · g8 чорний король · a7 чорний пішак · b7 чорний пішак · c7 чорний пішак · f7 чорний пішак · g7 чорний пішак · h7 чорний пішак · d6 чорний слон · b4 чорний кінь · c4 білий пішак · g4 чорний кінь · c3 білий ферзь · f3 білий кінь · h3 білий пішак · a2 білий пішак · b2 білий пішак · e2 білий пішак · f2 білий пішак · g2 білий пішак · a1 біла тура · b1 білий кінь · c1 білий слон · e1 білий король · f1 білий слон · h1 біла тура | a8 чорна тура · c8 чорний слон · d8 чорний ферзь · e8 чорна тура · g8 чорний король · a7 чорний пішак · b7 чорний пішак · c7 чорний пішак · f7 чорний пішак · g7 чорний пішак · h7 чорний пішак · d6 чорний слон · b4 чорний кінь · c4 білий пішак · g4 чорний кінь · c3 білий ферзь · f3 білий кінь · h3 білий пішак · a2 білий пішак · b2 білий пішак · e2 білий пішак · f2 білий пішак · g2 білий пішак · a1 біла тура · b1 білий кінь · c1 білий слон · e1 білий король · f1 білий слон · h1 біла тура | a8 чорна тура · c8 чорний слон · d8 чорний ферзь · e8 чорна тура · g8 чорний король · a7 чорний пішак · b7 чорний пішак · c7 чорний пішак · f7 чорний пішак · g7 чорний пішак · h7 чорний пішак · d6 чорний слон · b4 чорний кінь · c4 білий пішак · g4 чорний кінь · c3 білий ферзь · f3 білий кінь · h3 білий пішак · a2 білий пішак · b2 білий пішак · e2 білий пішак · f2 білий пішак · g2 білий пішак · a1 біла тура · b1 білий кінь · c1 білий слон · e1 білий король · f1 білий слон · h1 біла тура | a8 чорна тура · c8 чорний слон · d8 чорний ферзь · e8 чорна тура · g8 чорний король · a7 чорний пішак · b7 чорний пішак · c7 чорний пішак · f7 чорний пішак · g7 чорний пішак · h7 чорний пішак · d6 чорний слон · b4 чорний кінь · c4 білий пішак · g4 чорний кінь · c3 білий ферзь · f3 білий кінь · h3 білий пішак · a2 білий пішак · b2 білий пішак · e2 білий пішак · f2 білий пішак · g2 білий пішак · a1 біла тура · b1 білий кінь · c1 білий слон · e1 білий король · f1 білий слон · h1 біла тура | a8 чорна тура · c8 чорний слон · d8 чорний ферзь · e8 чорна тура · g8 чорний король · a7 чорний пішак · b7 чорний пішак · c7 чорний пішак · f7 чорний пішак · g7 чорний пішак · h7 чорний пішак · d6 чорний слон · b4 чорний кінь · c4 білий пішак · g4 чорний кінь · c3 білий ферзь · f3 білий кінь · h3 білий пішак · a2 білий пішак · b2 білий пішак · e2 білий пішак · f2 білий пішак · g2 білий пішак · a1 біла тура · b1 білий кінь · c1 білий слон · e1 білий король · f1 білий слон · h1 біла тура | a8 чорна тура · c8 чорний слон · d8 чорний ферзь · e8 чорна тура · g8 чорний король · a7 чорний пішак · b7 чорний пішак · c7 чорний пішак · f7 чорний пішак · g7 чорний пішак · h7 чорний пішак · d6 чорний слон · b4 чорний кінь · c4 білий пішак · g4 чорний кінь · c3 білий ферзь · f3 білий кінь · h3 білий пішак · a2 білий пішак · b2 білий пішак · e2 білий пішак · f2 білий пішак · g2 білий пішак · a1 біла тура · b1 білий кінь · c1 білий слон · e1 білий король · f1 білий слон · h1 біла тура | 5 |
| 4 | a8 чорна тура · c8 чорний слон · d8 чорний ферзь · e8 чорна тура · g8 чорний король · a7 чорний пішак · b7 чорний пішак · c7 чорний пішак · f7 чорний пішак · g7 чорний пішак · h7 чорний пішак · d6 чорний слон · b4 чорний кінь · c4 білий пішак · g4 чорний кінь · c3 білий ферзь · f3 білий кінь · h3 білий пішак · a2 білий пішак · b2 білий пішак · e2 білий пішак · f2 білий пішак · g2 білий пішак · a1 біла тура · b1 білий кінь · c1 білий слон · e1 білий король · f1 білий слон · h1 біла тура | a8 чорна тура · c8 чорний слон · d8 чорний ферзь · e8 чорна тура · g8 чорний король · a7 чорний пішак · b7 чорний пішак · c7 чорний пішак · f7 чорний пішак · g7 чорний пішак · h7 чорний пішак · d6 чорний слон · b4 чорний кінь · c4 білий пішак · g4 чорний кінь · c3 білий ферзь · f3 білий кінь · h3 білий пішак · a2 білий пішак · b2 білий пішак · e2 білий пішак · f2 білий пішак · g2 білий пішак · a1 біла тура · b1 білий кінь · c1 білий слон · e1 білий король · f1 білий слон · h1 біла тура | a8 чорна тура · c8 чорний слон · d8 чорний ферзь · e8 чорна тура · g8 чорний король · a7 чорний пішак · b7 чорний пішак · c7 чорний пішак · f7 чорний пішак · g7 чорний пішак · h7 чорний пішак · d6 чорний слон · b4 чорний кінь · c4 білий пішак · g4 чорний кінь · c3 білий ферзь · f3 білий кінь · h3 білий пішак · a2 білий пішак · b2 білий пішак · e2 білий пішак · f2 білий пішак · g2 білий пішак · a1 біла тура · b1 білий кінь · c1 білий слон · e1 білий король · f1 білий слон · h1 біла тура | a8 чорна тура · c8 чорний слон · d8 чорний ферзь · e8 чорна тура · g8 чорний король · a7 чорний пішак · b7 чорний пішак · c7 чорний пішак · f7 чорний пішак · g7 чорний пішак · h7 чорний пішак · d6 чорний слон · b4 чорний кінь · c4 білий пішак · g4 чорний кінь · c3 білий ферзь · f3 білий кінь · h3 білий пішак · a2 білий пішак · b2 білий пішак · e2 білий пішак · f2 білий пішак · g2 білий пішак · a1 біла тура · b1 білий кінь · c1 білий слон · e1 білий король · f1 білий слон · h1 біла тура | a8 чорна тура · c8 чорний слон · d8 чорний ферзь · e8 чорна тура · g8 чорний король · a7 чорний пішак · b7 чорний пішак · c7 чорний пішак · f7 чорний пішак · g7 чорний пішак · h7 чорний пішак · d6 чорний слон · b4 чорний кінь · c4 білий пішак · g4 чорний кінь · c3 білий ферзь · f3 білий кінь · h3 білий пішак · a2 білий пішак · b2 білий пішак · e2 білий пішак · f2 білий пішак · g2 білий пішак · a1 біла тура · b1 білий кінь · c1 білий слон · e1 білий король · f1 білий слон · h1 біла тура | a8 чорна тура · c8 чорний слон · d8 чорний ферзь · e8 чорна тура · g8 чорний король · a7 чорний пішак · b7 чорний пішак · c7 чорний пішак · f7 чорний пішак · g7 чорний пішак · h7 чорний пішак · d6 чорний слон · b4 чорний кінь · c4 білий пішак · g4 чорний кінь · c3 білий ферзь · f3 білий кінь · h3 білий пішак · a2 білий пішак · b2 білий пішак · e2 білий пішак · f2 білий пішак · g2 білий пішак · a1 біла тура · b1 білий кінь · c1 білий слон · e1 білий король · f1 білий слон · h1 біла тура | a8 чорна тура · c8 чорний слон · d8 чорний ферзь · e8 чорна тура · g8 чорний король · a7 чорний пішак · b7 чорний пішак · c7 чорний пішак · f7 чорний пішак · g7 чорний пішак · h7 чорний пішак · d6 чорний слон · b4 чорний кінь · c4 білий пішак · g4 чорний кінь · c3 білий ферзь · f3 білий кінь · h3 білий пішак · a2 білий пішак · b2 білий пішак · e2 білий пішак · f2 білий пішак · g2 білий пішак · a1 біла тура · b1 білий кінь · c1 білий слон · e1 білий король · f1 білий слон · h1 біла тура | a8 чорна тура · c8 чорний слон · d8 чорний ферзь · e8 чорна тура · g8 чорний король · a7 чорний пішак · b7 чорний пішак · c7 чорний пішак · f7 чорний пішак · g7 чорний пішак · h7 чорний пішак · d6 чорний слон · b4 чорний кінь · c4 білий пішак · g4 чорний кінь · c3 білий ферзь · f3 білий кінь · h3 білий пішак · a2 білий пішак · b2 білий пішак · e2 білий пішак · f2 білий пішак · g2 білий пішак · a1 біла тура · b1 білий кінь · c1 білий слон · e1 білий король · f1 білий слон · h1 біла тура | 4 |
| 3 | a8 чорна тура · c8 чорний слон · d8 чорний ферзь · e8 чорна тура · g8 чорний король · a7 чорний пішак · b7 чорний пішак · c7 чорний пішак · f7 чорний пішак · g7 чорний пішак · h7 чорний пішак · d6 чорний слон · b4 чорний кінь · c4 білий пішак · g4 чорний кінь · c3 білий ферзь · f3 білий кінь · h3 білий пішак · a2 білий пішак · b2 білий пішак · e2 білий пішак · f2 білий пішак · g2 білий пішак · a1 біла тура · b1 білий кінь · c1 білий слон · e1 білий король · f1 білий слон · h1 біла тура | a8 чорна тура · c8 чорний слон · d8 чорний ферзь · e8 чорна тура · g8 чорний король · a7 чорний пішак · b7 чорний пішак · c7 чорний пішак · f7 чорний пішак · g7 чорний пішак · h7 чорний пішак · d6 чорний слон · b4 чорний кінь · c4 білий пішак · g4 чорний кінь · c3 білий ферзь · f3 білий кінь · h3 білий пішак · a2 білий пішак · b2 білий пішак · e2 білий пішак · f2 білий пішак · g2 білий пішак · a1 біла тура · b1 білий кінь · c1 білий слон · e1 білий король · f1 білий слон · h1 біла тура | a8 чорна тура · c8 чорний слон · d8 чорний ферзь · e8 чорна тура · g8 чорний король · a7 чорний пішак · b7 чорний пішак · c7 чорний пішак · f7 чорний пішак · g7 чорний пішак · h7 чорний пішак · d6 чорний слон · b4 чорний кінь · c4 білий пішак · g4 чорний кінь · c3 білий ферзь · f3 білий кінь · h3 білий пішак · a2 білий пішак · b2 білий пішак · e2 білий пішак · f2 білий пішак · g2 білий пішак · a1 біла тура · b1 білий кінь · c1 білий слон · e1 білий король · f1 білий слон · h1 біла тура | a8 чорна тура · c8 чорний слон · d8 чорний ферзь · e8 чорна тура · g8 чорний король · a7 чорний пішак · b7 чорний пішак · c7 чорний пішак · f7 чорний пішак · g7 чорний пішак · h7 чорний пішак · d6 чорний слон · b4 чорний кінь · c4 білий пішак · g4 чорний кінь · c3 білий ферзь · f3 білий кінь · h3 білий пішак · a2 білий пішак · b2 білий пішак · e2 білий пішак · f2 білий пішак · g2 білий пішак · a1 біла тура · b1 білий кінь · c1 білий слон · e1 білий король · f1 білий слон · h1 біла тура | a8 чорна тура · c8 чорний слон · d8 чорний ферзь · e8 чорна тура · g8 чорний король · a7 чорний пішак · b7 чорний пішак · c7 чорний пішак · f7 чорний пішак · g7 чорний пішак · h7 чорний пішак · d6 чорний слон · b4 чорний кінь · c4 білий пішак · g4 чорний кінь · c3 білий ферзь · f3 білий кінь · h3 білий пішак · a2 білий пішак · b2 білий пішак · e2 білий пішак · f2 білий пішак · g2 білий пішак · a1 біла тура · b1 білий кінь · c1 білий слон · e1 білий король · f1 білий слон · h1 біла тура | a8 чорна тура · c8 чорний слон · d8 чорний ферзь · e8 чорна тура · g8 чорний король · a7 чорний пішак · b7 чорний пішак · c7 чорний пішак · f7 чорний пішак · g7 чорний пішак · h7 чорний пішак · d6 чорний слон · b4 чорний кінь · c4 білий пішак · g4 чорний кінь · c3 білий ферзь · f3 білий кінь · h3 білий пішак · a2 білий пішак · b2 білий пішак · e2 білий пішак · f2 білий пішак · g2 білий пішак · a1 біла тура · b1 білий кінь · c1 білий слон · e1 білий король · f1 білий слон · h1 біла тура | a8 чорна тура · c8 чорний слон · d8 чорний ферзь · e8 чорна тура · g8 чорний король · a7 чорний пішак · b7 чорний пішак · c7 чорний пішак · f7 чорний пішак · g7 чорний пішак · h7 чорний пішак · d6 чорний слон · b4 чорний кінь · c4 білий пішак · g4 чорний кінь · c3 білий ферзь · f3 білий кінь · h3 білий пішак · a2 білий пішак · b2 білий пішак · e2 білий пішак · f2 білий пішак · g2 білий пішак · a1 біла тура · b1 білий кінь · c1 білий слон · e1 білий король · f1 білий слон · h1 біла тура | a8 чорна тура · c8 чорний слон · d8 чорний ферзь · e8 чорна тура · g8 чорний король · a7 чорний пішак · b7 чорний пішак · c7 чорний пішак · f7 чорний пішак · g7 чорний пішак · h7 чорний пішак · d6 чорний слон · b4 чорний кінь · c4 білий пішак · g4 чорний кінь · c3 білий ферзь · f3 білий кінь · h3 білий пішак · a2 білий пішак · b2 білий пішак · e2 білий пішак · f2 білий пішак · g2 білий пішак · a1 біла тура · b1 білий кінь · c1 білий слон · e1 білий король · f1 білий слон · h1 біла тура | 3 |
| 2 | a8 чорна тура · c8 чорний слон · d8 чорний ферзь · e8 чорна тура · g8 чорний король · a7 чорний пішак · b7 чорний пішак · c7 чорний пішак · f7 чорний пішак · g7 чорний пішак · h7 чорний пішак · d6 чорний слон · b4 чорний кінь · c4 білий пішак · g4 чорний кінь · c3 білий ферзь · f3 білий кінь · h3 білий пішак · a2 білий пішак · b2 білий пішак · e2 білий пішак · f2 білий пішак · g2 білий пішак · a1 біла тура · b1 білий кінь · c1 білий слон · e1 білий король · f1 білий слон · h1 біла тура | a8 чорна тура · c8 чорний слон · d8 чорний ферзь · e8 чорна тура · g8 чорний король · a7 чорний пішак · b7 чорний пішак · c7 чорний пішак · f7 чорний пішак · g7 чорний пішак · h7 чорний пішак · d6 чорний слон · b4 чорний кінь · c4 білий пішак · g4 чорний кінь · c3 білий ферзь · f3 білий кінь · h3 білий пішак · a2 білий пішак · b2 білий пішак · e2 білий пішак · f2 білий пішак · g2 білий пішак · a1 біла тура · b1 білий кінь · c1 білий слон · e1 білий король · f1 білий слон · h1 біла тура | a8 чорна тура · c8 чорний слон · d8 чорний ферзь · e8 чорна тура · g8 чорний король · a7 чорний пішак · b7 чорний пішак · c7 чорний пішак · f7 чорний пішак · g7 чорний пішак · h7 чорний пішак · d6 чорний слон · b4 чорний кінь · c4 білий пішак · g4 чорний кінь · c3 білий ферзь · f3 білий кінь · h3 білий пішак · a2 білий пішак · b2 білий пішак · e2 білий пішак · f2 білий пішак · g2 білий пішак · a1 біла тура · b1 білий кінь · c1 білий слон · e1 білий король · f1 білий слон · h1 біла тура | a8 чорна тура · c8 чорний слон · d8 чорний ферзь · e8 чорна тура · g8 чорний король · a7 чорний пішак · b7 чорний пішак · c7 чорний пішак · f7 чорний пішак · g7 чорний пішак · h7 чорний пішак · d6 чорний слон · b4 чорний кінь · c4 білий пішак · g4 чорний кінь · c3 білий ферзь · f3 білий кінь · h3 білий пішак · a2 білий пішак · b2 білий пішак · e2 білий пішак · f2 білий пішак · g2 білий пішак · a1 біла тура · b1 білий кінь · c1 білий слон · e1 білий король · f1 білий слон · h1 біла тура | a8 чорна тура · c8 чорний слон · d8 чорний ферзь · e8 чорна тура · g8 чорний король · a7 чорний пішак · b7 чорний пішак · c7 чорний пішак · f7 чорний пішак · g7 чорний пішак · h7 чорний пішак · d6 чорний слон · b4 чорний кінь · c4 білий пішак · g4 чорний кінь · c3 білий ферзь · f3 білий кінь · h3 білий пішак · a2 білий пішак · b2 білий пішак · e2 білий пішак · f2 білий пішак · g2 білий пішак · a1 біла тура · b1 білий кінь · c1 білий слон · e1 білий король · f1 білий слон · h1 біла тура | a8 чорна тура · c8 чорний слон · d8 чорний ферзь · e8 чорна тура · g8 чорний король · a7 чорний пішак · b7 чорний пішак · c7 чорний пішак · f7 чорний пішак · g7 чорний пішак · h7 чорний пішак · d6 чорний слон · b4 чорний кінь · c4 білий пішак · g4 чорний кінь · c3 білий ферзь · f3 білий кінь · h3 білий пішак · a2 білий пішак · b2 білий пішак · e2 білий пішак · f2 білий пішак · g2 білий пішак · a1 біла тура · b1 білий кінь · c1 білий слон · e1 білий король · f1 білий слон · h1 біла тура | a8 чорна тура · c8 чорний слон · d8 чорний ферзь · e8 чорна тура · g8 чорний король · a7 чорний пішак · b7 чорний пішак · c7 чорний пішак · f7 чорний пішак · g7 чорний пішак · h7 чорний пішак · d6 чорний слон · b4 чорний кінь · c4 білий пішак · g4 чорний кінь · c3 білий ферзь · f3 білий кінь · h3 білий пішак · a2 білий пішак · b2 білий пішак · e2 білий пішак · f2 білий пішак · g2 білий пішак · a1 біла тура · b1 білий кінь · c1 білий слон · e1 білий король · f1 білий слон · h1 біла тура | a8 чорна тура · c8 чорний слон · d8 чорний ферзь · e8 чорна тура · g8 чорний король · a7 чорний пішак · b7 чорний пішак · c7 чорний пішак · f7 чорний пішак · g7 чорний пішак · h7 чорний пішак · d6 чорний слон · b4 чорний кінь · c4 білий пішак · g4 чорний кінь · c3 білий ферзь · f3 білий кінь · h3 білий пішак · a2 білий пішак · b2 білий пішак · e2 білий пішак · f2 білий пішак · g2 білий пішак · a1 біла тура · b1 білий кінь · c1 білий слон · e1 білий король · f1 білий слон · h1 біла тура | 2 |
| 1 | a8 чорна тура · c8 чорний слон · d8 чорний ферзь · e8 чорна тура · g8 чорний король · a7 чорний пішак · b7 чорний пішак · c7 чорний пішак · f7 чорний пішак · g7 чорний пішак · h7 чорний пішак · d6 чорний слон · b4 чорний кінь · c4 білий пішак · g4 чорний кінь · c3 білий ферзь · f3 білий кінь · h3 білий пішак · a2 білий пішак · b2 білий пішак · e2 білий пішак · f2 білий пішак · g2 білий пішак · a1 біла тура · b1 білий кінь · c1 білий слон · e1 білий король · f1 білий слон · h1 біла тура | a8 чорна тура · c8 чорний слон · d8 чорний ферзь · e8 чорна тура · g8 чорний король · a7 чорний пішак · b7 чорний пішак · c7 чорний пішак · f7 чорний пішак · g7 чорний пішак · h7 чорний пішак · d6 чорний слон · b4 чорний кінь · c4 білий пішак · g4 чорний кінь · c3 білий ферзь · f3 білий кінь · h3 білий пішак · a2 білий пішак · b2 білий пішак · e2 білий пішак · f2 білий пішак · g2 білий пішак · a1 біла тура · b1 білий кінь · c1 білий слон · e1 білий король · f1 білий слон · h1 біла тура | a8 чорна тура · c8 чорний слон · d8 чорний ферзь · e8 чорна тура · g8 чорний король · a7 чорний пішак · b7 чорний пішак · c7 чорний пішак · f7 чорний пішак · g7 чорний пішак · h7 чорний пішак · d6 чорний слон · b4 чорний кінь · c4 білий пішак · g4 чорний кінь · c3 білий ферзь · f3 білий кінь · h3 білий пішак · a2 білий пішак · b2 білий пішак · e2 білий пішак · f2 білий пішак · g2 білий пішак · a1 біла тура · b1 білий кінь · c1 білий слон · e1 білий король · f1 білий слон · h1 біла тура | a8 чорна тура · c8 чорний слон · d8 чорний ферзь · e8 чорна тура · g8 чорний король · a7 чорний пішак · b7 чорний пішак · c7 чорний пішак · f7 чорний пішак · g7 чорний пішак · h7 чорний пішак · d6 чорний слон · b4 чорний кінь · c4 білий пішак · g4 чорний кінь · c3 білий ферзь · f3 білий кінь · h3 білий пішак · a2 білий пішак · b2 білий пішак · e2 білий пішак · f2 білий пішак · g2 білий пішак · a1 біла тура · b1 білий кінь · c1 білий слон · e1 білий король · f1 білий слон · h1 біла тура | a8 чорна тура · c8 чорний слон · d8 чорний ферзь · e8 чорна тура · g8 чорний король · a7 чорний пішак · b7 чорний пішак · c7 чорний пішак · f7 чорний пішак · g7 чорний пішак · h7 чорний пішак · d6 чорний слон · b4 чорний кінь · c4 білий пішак · g4 чорний кінь · c3 білий ферзь · f3 білий кінь · h3 білий пішак · a2 білий пішак · b2 білий пішак · e2 білий пішак · f2 білий пішак · g2 білий пішак · a1 біла тура · b1 білий кінь · c1 білий слон · e1 білий король · f1 білий слон · h1 біла тура | a8 чорна тура · c8 чорний слон · d8 чорний ферзь · e8 чорна тура · g8 чорний король · a7 чорний пішак · b7 чорний пішак · c7 чорний пішак · f7 чорний пішак · g7 чорний пішак · h7 чорний пішак · d6 чорний слон · b4 чорний кінь · c4 білий пішак · g4 чорний кінь · c3 білий ферзь · f3 білий кінь · h3 білий пішак · a2 білий пішак · b2 білий пішак · e2 білий пішак · f2 білий пішак · g2 білий пішак · a1 біла тура · b1 білий кінь · c1 білий слон · e1 білий король · f1 білий слон · h1 біла тура | a8 чорна тура · c8 чорний слон · d8 чорний ферзь · e8 чорна тура · g8 чорний король · a7 чорний пішак · b7 чорний пішак · c7 чорний пішак · f7 чорний пішак · g7 чорний пішак · h7 чорний пішак · d6 чорний слон · b4 чорний кінь · c4 білий пішак · g4 чорний кінь · c3 білий ферзь · f3 білий кінь · h3 білий пішак · a2 білий пішак · b2 білий пішак · e2 білий пішак · f2 білий пішак · g2 білий пішак · a1 біла тура · b1 білий кінь · c1 білий слон · e1 білий король · f1 білий слон · h1 біла тура | a8 чорна тура · c8 чорний слон · d8 чорний ферзь · e8 чорна тура · g8 чорний король · a7 чорний пішак · b7 чорний пішак · c7 чорний пішак · f7 чорний пішак · g7 чорний пішак · h7 чорний пішак · d6 чорний слон · b4 чорний кінь · c4 білий пішак · g4 чорний кінь · c3 білий ферзь · f3 білий кінь · h3 білий пішак · a2 білий пішак · b2 білий пішак · e2 білий пішак · f2 білий пішак · g2 білий пішак · a1 біла тура · b1 білий кінь · c1 білий слон · e1 білий король · f1 білий слон · h1 біла тура | 1 |
|   | a | b | c | d | e | f | g | h |   |

10… Kg4-e3?! Чорні спокушаються комбінацією, але при цьому не враховують своїх втрат.
Вигравало 10… Кd3+!!  11. Ф: d3 Сb4+ 12. Сd2 Ф: d3.
11. Кb1-аЗ
Кінь невразливий, на 11. С: еЗ послідує 11…T: еЗ 12. fe СgЗх  або 12. Ф: еЗ Кс2+  з виграшем ферзя.
11…  Кb4-с2+
12. Ка3 : с2 Сd6-b4
Через загрозу мату на d1 вони виграють ферзя. Ефектна комбінація справила на білих настільки сильне враження, що вони негайно склали зброю.
Тим часом після простого 13.  K: еЗ С: сЗ+  14. bc   як би закінчилася партія не зрозуміло.